# Martin Held
Martin Held (Berlino, 11 novembre 1908 – Berlino, 31 gennaio 1992) è stato un attore tedesco.

## Filmografia parziale
- Canaris, regia di Alfred Weidenmann (1954)
- Il capitano di Koepenick (Der Hauptmann von Köpenick), regia di Helmut Käutner (1956)
- I cinque del bunker (Nasser Asphalt), regia di Frank Wisbar (1958)
- L'ultimo testimone (Der letzte Zeuge), regia di Wolfgang Staudte (1960)
- Verdammt zur Sünde, regia di Alfred Weidenmann (1964)